# Stanislav Krupař
Stanislav Krupař (* 15. dubna 1972 v Pardubicích) je český fotograf. V roce 2011 se stal vítězem 17. ročníku soutěže Czech Press Photo se snímkem z nepokojů na Šluknovsku.

## Život a dílo
Po studiu na gymnáziu a následně na lesnické a dřevařské fakultě MZLU v Brně pracoval jako vychovatel v pasťáku, učitel ve zvláštní škole a léta i jako nádeník na zemědělských farmách v Anglii. Fotografii se věnuje od roku 2002. Publikuje v českých i zahraničních médiích (Die Zeit, GEO, NZZ, TIME, NYT, National Geographic). Dlouhodobě pracuje na dvou tématech – fotograficky dokumentuje ultrapravicovou scénu (v červnu 2008 byl brutálně napaden při fotografování zakázané akce NPD v Drážďanech, v červnu 2013 znovu v Duchcově) a mapuje obnovu šamanismu na jižní Sibiři, především v ruské Republice Tuva.
Na jaře 2007 krátce pracoval jako fotograf v brněnské redakci Lidových novin, v roce 2008 působil v týdeníku Ekonom a od roku 2009 byl jedním ze tří kmenových fotografů týdeníku Reflex (vedle Jana Šibíka a Tomáše Tesaře). V srpnu 2013 po vleklých neshodách časopis Reflex opustil. V září 2013 byl, jako jeden z posledních zahraničních reportérů, v syrském Aleppu.[zdroj⁠?!] Na jaře 2014 podnikl pokus o cestu se syrskými uprchlíky z Egypta do Evropy. V současné době[kdy?] pracuje Stanislav Krupař jako volný fotograf specializující se na reportáž a dokument.

## Ocenění
- 2002 – 1. cena – Fotosymposium, Bad Herrenalb (Německo)
- 2003 – 3. cena – Reportáž, Czech Press Photo
- 2004 – Čestné uznání – Každodenní život, Czech Press Photo
- 2008 – 3. cena – Portrét, Czech Press Photo
- 2010 – 3. cena – Ringier Photo Award International
- 2010 – 1. cena – Příroda a životní prostředí, Czech Press Photo
- 2011 – Cena UNHCR, Czech Press Photo
- 2011 – 1. cena – Aktualita, Czech Press PhotoCena UNHCR, Czech Press Photo
- 2011 – Fotografie roku – hlavní cena Czech Press Photo
- 2012 – 2. místo – Každodenní život, Czech Press Photo
- 2013 – 2. místo – Reportáž, Czech Press Photo
- 2014 – 2. místo – Contemporary Issues, Professional Category, Sony World Photography Awards
- 2014 – 3. místo – Portrét, Czech Press Photo
- 2014 – Cena UNHCR, Czech Press Photo
- 2014 – 1. místo – Reportáž, Czech Press Photo
- 2015 – Hansel-Mieth-Preis 2015, finalist
- 2015 – Čestné uznání – Aktualita, Czech Press Photo
- 2016 – 1. místo – Problémy naší doby, Czech Press Photo